# Съба Вазова
Съба Вазова е майката на Иван Вазов, наричан „патриарха на българската литература“. Тя е българска общественичка, председател на женското дружество „Постоянство“, автор на няколко поетични и прозаични творби.

## Биография
Съба Вазова е родена в Сопот през 1834 г. в семейството на хаджи Никола поп Аврамов. На 14 години брат ѝ Георги я учи да чете по буквара. „Скоро захванах да препрочитам всяка книга българска“ – отбелязва Съба Вазова в спомените си.
През лятото на 1849 г. тя се венчава с Минчо Вазов в Калоферския мъжки манастир. Раждат им се Иван Вазов, Никола Вазов, Кирил Вазов, Ана Вазова, Георги Вазов, Михаил Вазов, Вълка Вазова (Фетваджиева), Владимир Вазов и Борис Вазов.
На празници родолюбивата българка събира в дългата соба на бащината си къща млади жени, сродници, приятелки и им четяла „Памели оженена“, „Сантипа Философа“ или „Александрията“, които били първите литературни четения в Сопот.
Съба Вазова с интерес следи българския периодичен печат, получаван в града, и го популяризира на станалите празник традиционни сбирки. Тя е инициатор за създаването на женското дружество „Постоянство“, учредено през 1870 г. в Сопот и става негов председател. Ценителка на възрожденската книга, Съба Вазова съдейства за създаването на библиотека към женското дружество, дарява книги и средства. От създаването на женското дружество до опожаряването на град Сопот през 1877 г. тя има заслуги за разцвета на Девическото училище. Съба Вазова съдейства за изпращането на бедни български девойки на учение извън Сопот. Тя е сред инициаторките за откриване на неделно женско училище.
След Освобождението Съба Вазова пише своите „Спомени“ (1891). В тях е поместена първата ѝ поетична творба. В нея Съба Вазова изплаква огромната си скръб от сполетелите я през 1877 г. драматични събития, когато домът ѝ заедно със Сопот са опожарени, съпругът ѝ Минчо Вазов е зверски убит, свекърва ѝ, баба Ана, умира от тиф в Араповския манастир „Св. Неделя“, а тя с невръстните си деца Борис и Владимир намира убежище в него.
Известно е и друго стихотворение на Съба Вазова – „Песен“, посветено на раздялата с любимия син Георги, който 11 години е бил в Русия.
Съба Вазова умира на 12 ноември 1912 г. в София.